# جیووانی باتیستا گائولی

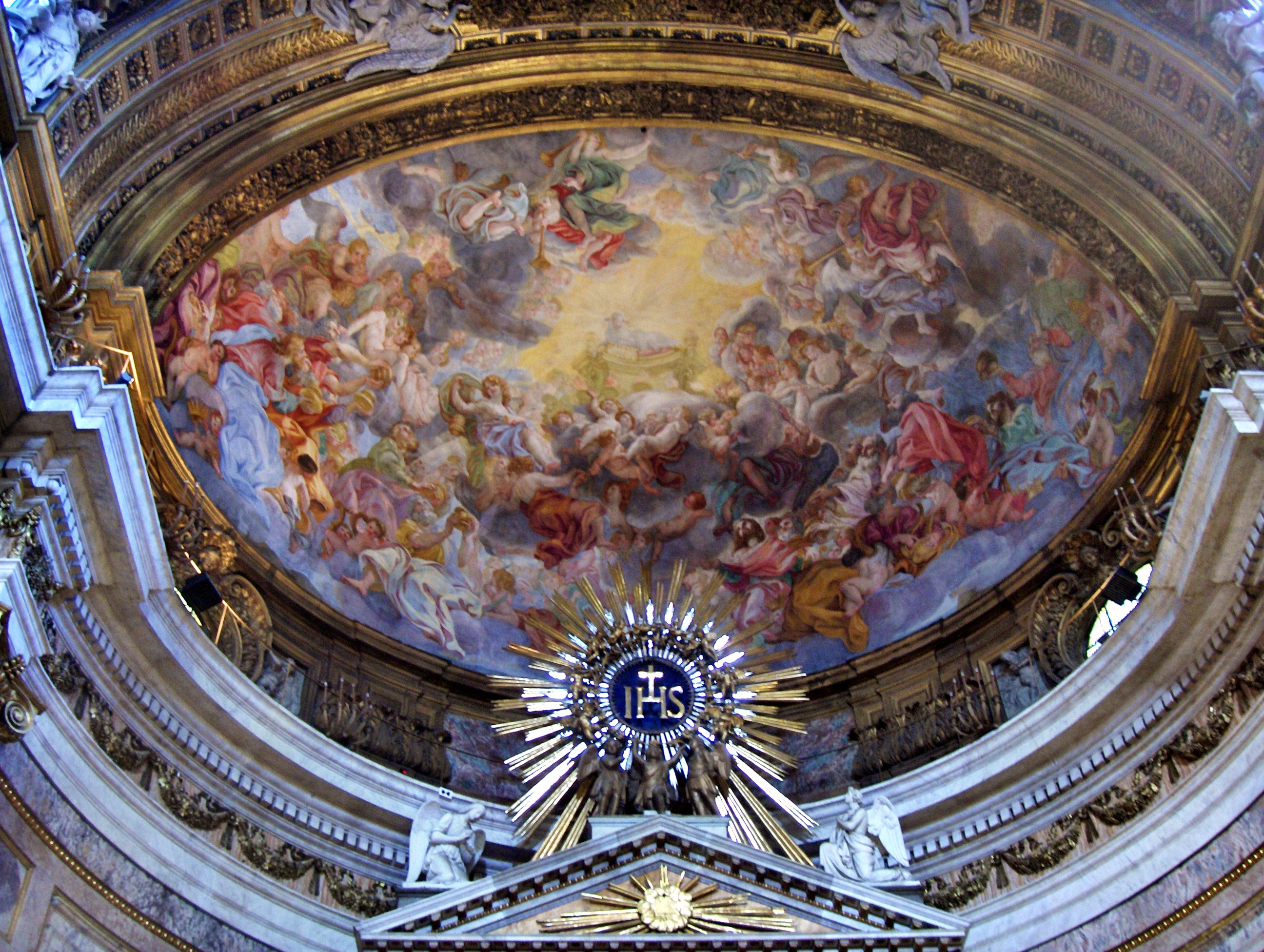
شکوه انسان عرفانی

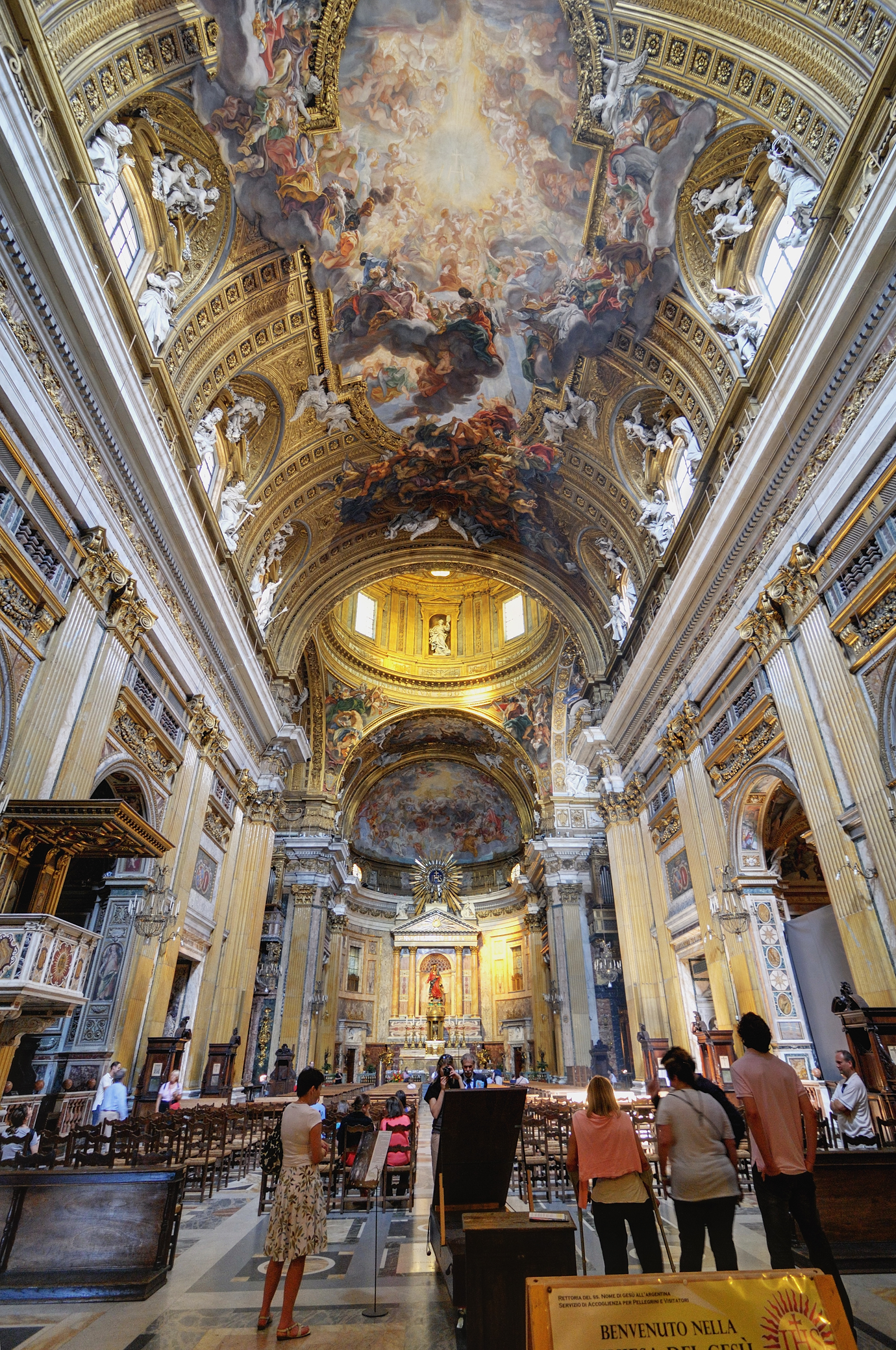
کشتی عیسی

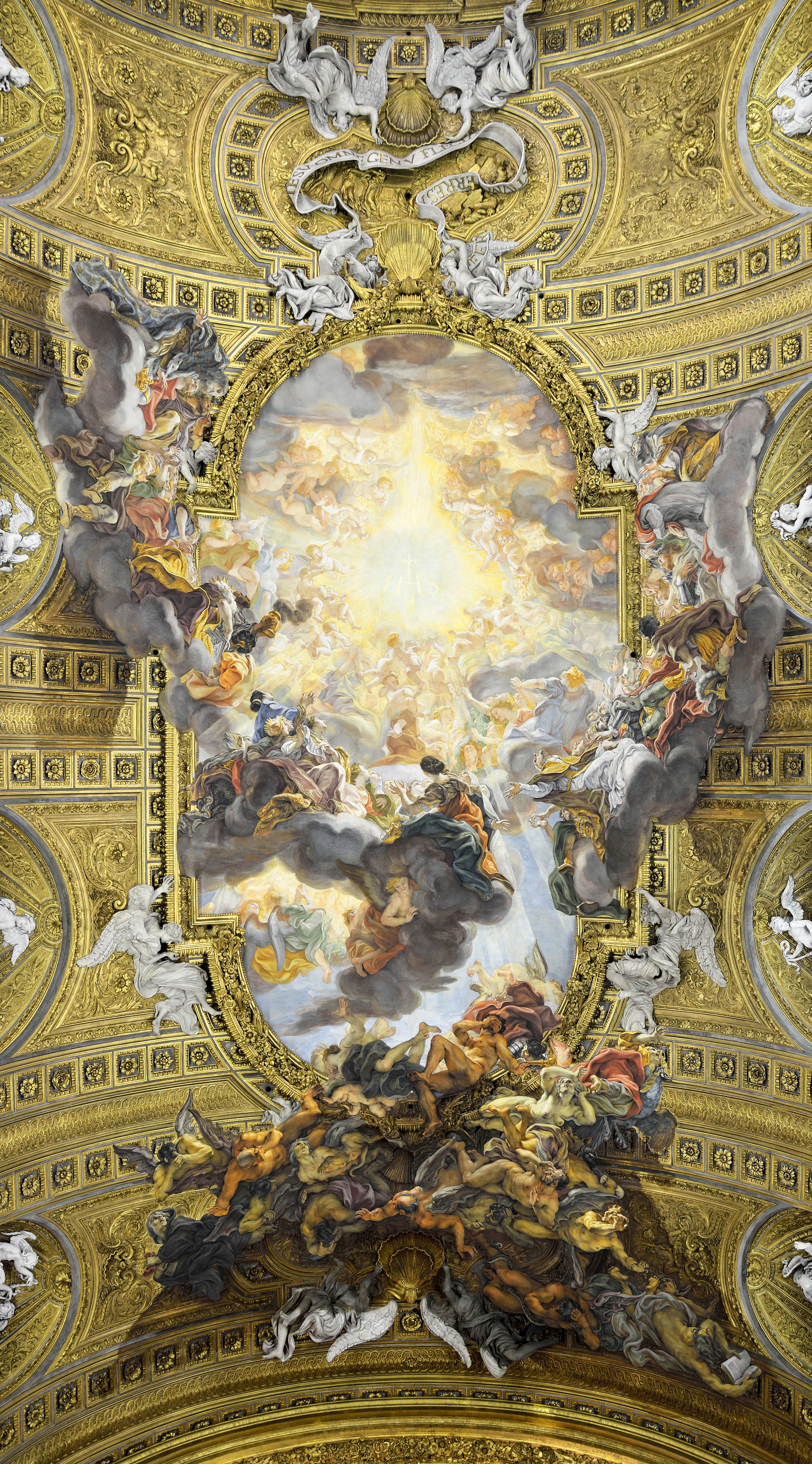
جیووانی باتیستا گائولی ۵ سال را برای تکمیل سقف‌نگارهٔ شکوه نام عیسی صرف کرد.

جیووانی باتیستا گائولی (به ایتالیایی: Giovanni Battista Gaulli)؛ (۸ مه ۱۶۳۹–۲ آوریل ۱۷۰۹)، هم چنین با نام‌های باچیچو یا باچیچا (نام مستعار جنووز برای جووانی باتیستا) شناخته می‌شود، یک هنرمند ایتالیایی بود که در دوره‌های باروک و اوایل روکوکو فعالیت می‌کرد. وی بیشتر به خاطر نقاشی‌های بزرگ طاق‌های کلیسایی در کلیسای ژزو در رم، ایتالیا معروف است. کار او تحت تأثیر جان لورنتسو برنینی قرار داشت.

## آثار
- عشق ورزی نام عیسی (۱۶۷۴–۷۹), کلیسای ژزو، رم
- شکوه نام عیسی (۱۶۷۴–۷۹), کلیسای ژزو، رم
- چهار فضیلت کاردینال , سنت اگنس، رم
- خود نگاره, اوفیزی، فلورانس
- پرتره‌هایی از هفت پاپ پشت سر هم:
  - پاپ الکساندر هفتم
  - پاپ کلمنت نهم
  - پاپ کلمنت دهم
  - پاپ اینوسنت یازدهم
  - پاپ الکساندر هشتم
  - پاپ اینوسنت دوازدهم
  - پاپ کلمنت یازدهم

## نگارخانه

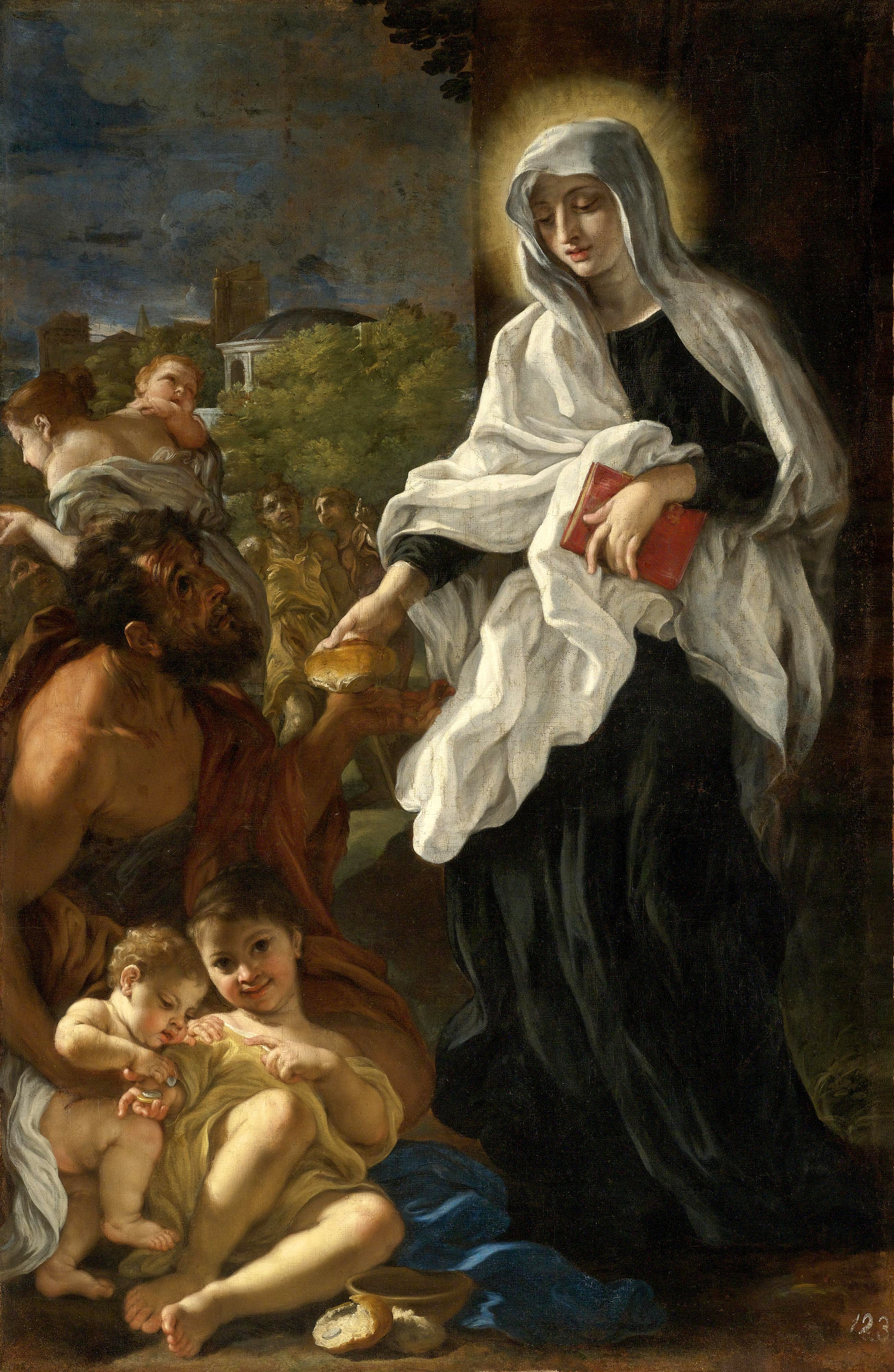
برکت لودوویکا آلبرتونی در صدقه دادن, ۱۶۷۰
باکوس و آریادن, حدود ۱۶۷۵
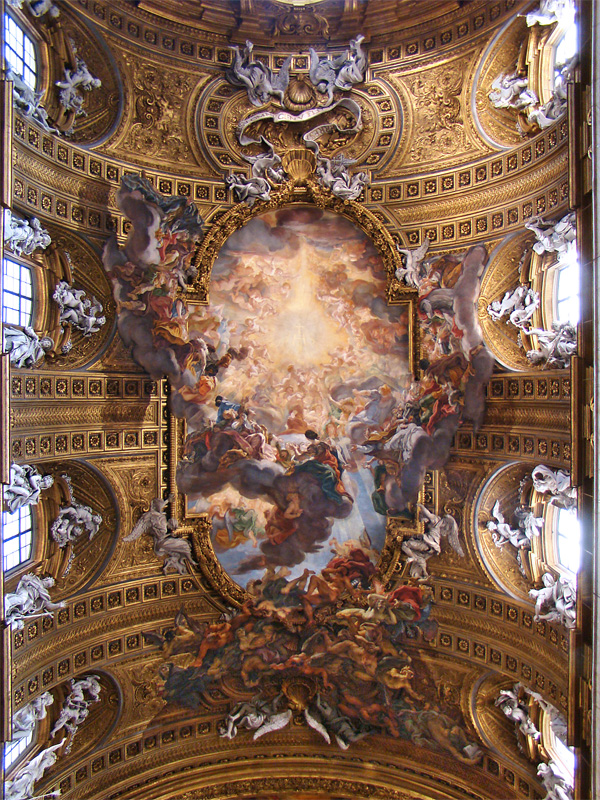
کشتی کلیسای عیسی
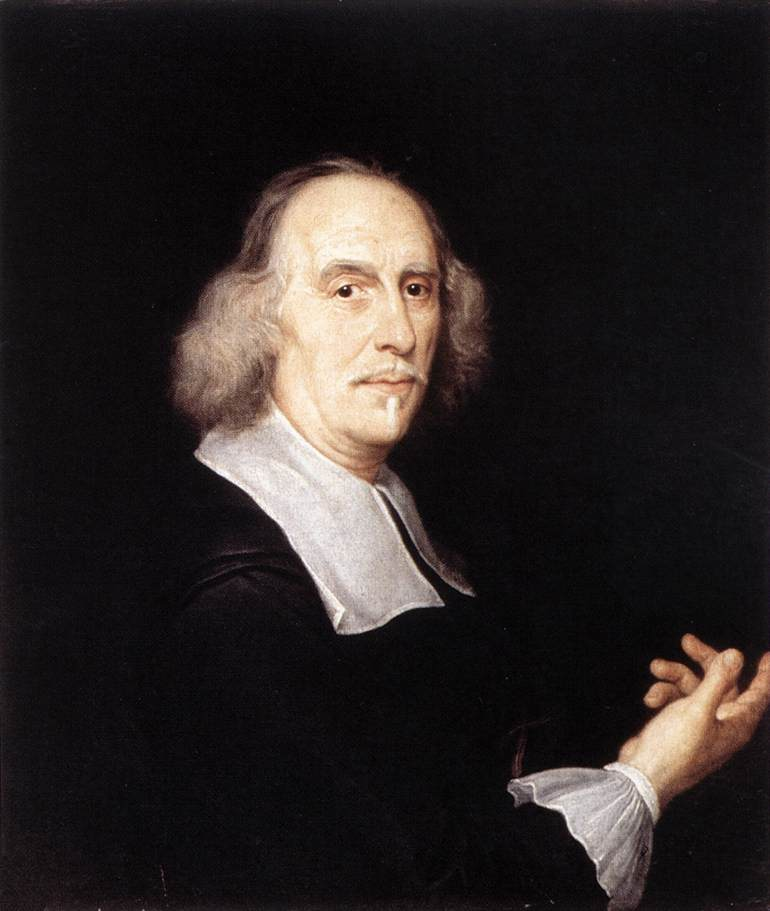
پرترهٔ جیان لورنزو برنینی, ۱۶۶۵
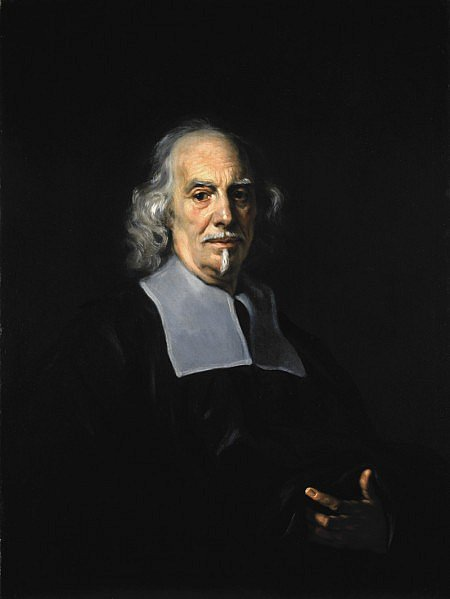
پرترهٔ جیان لورنزو برنینی
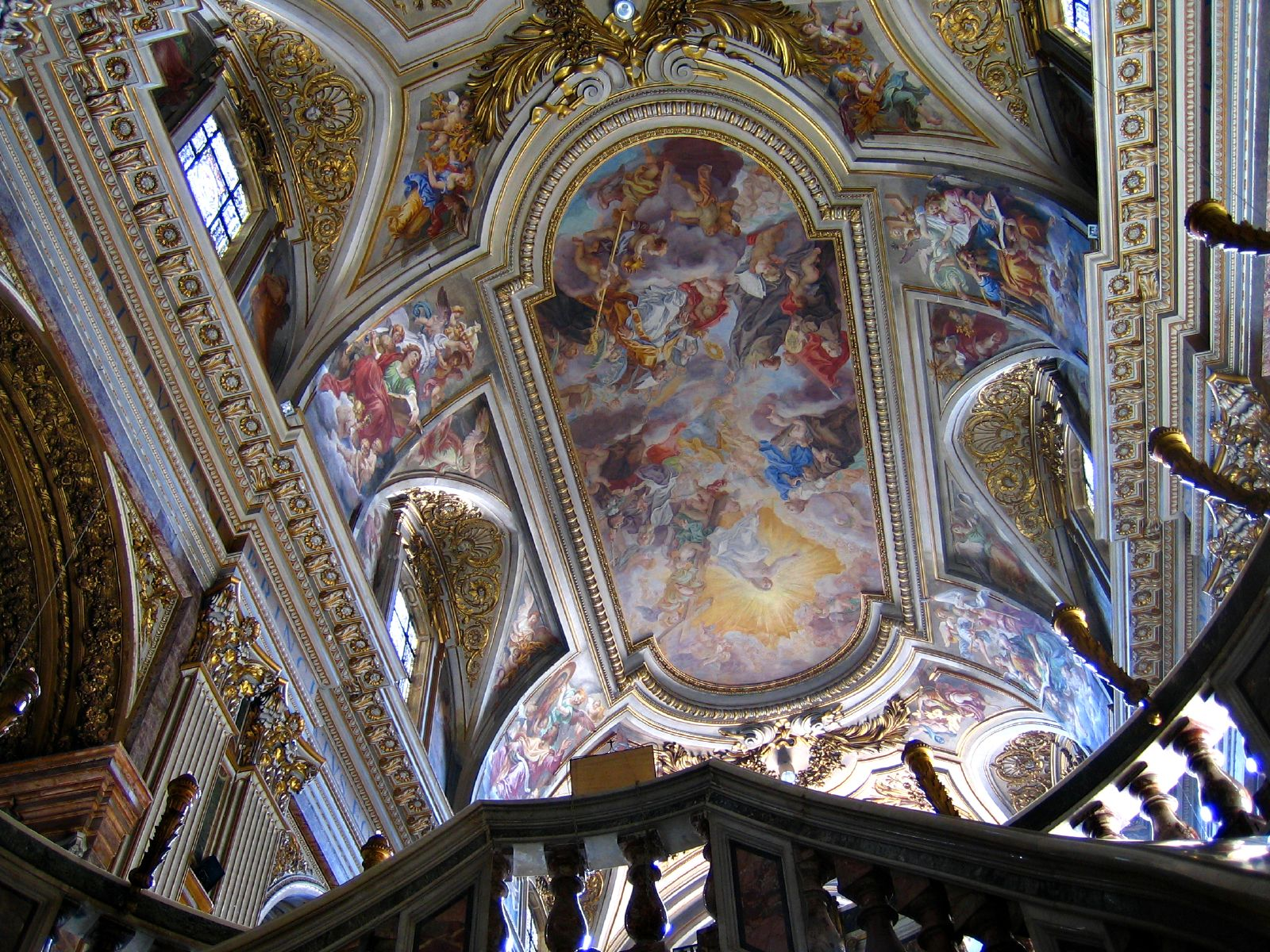
پیروزی دستهٔ فرانسیسکان, سن اپوستولی، رم
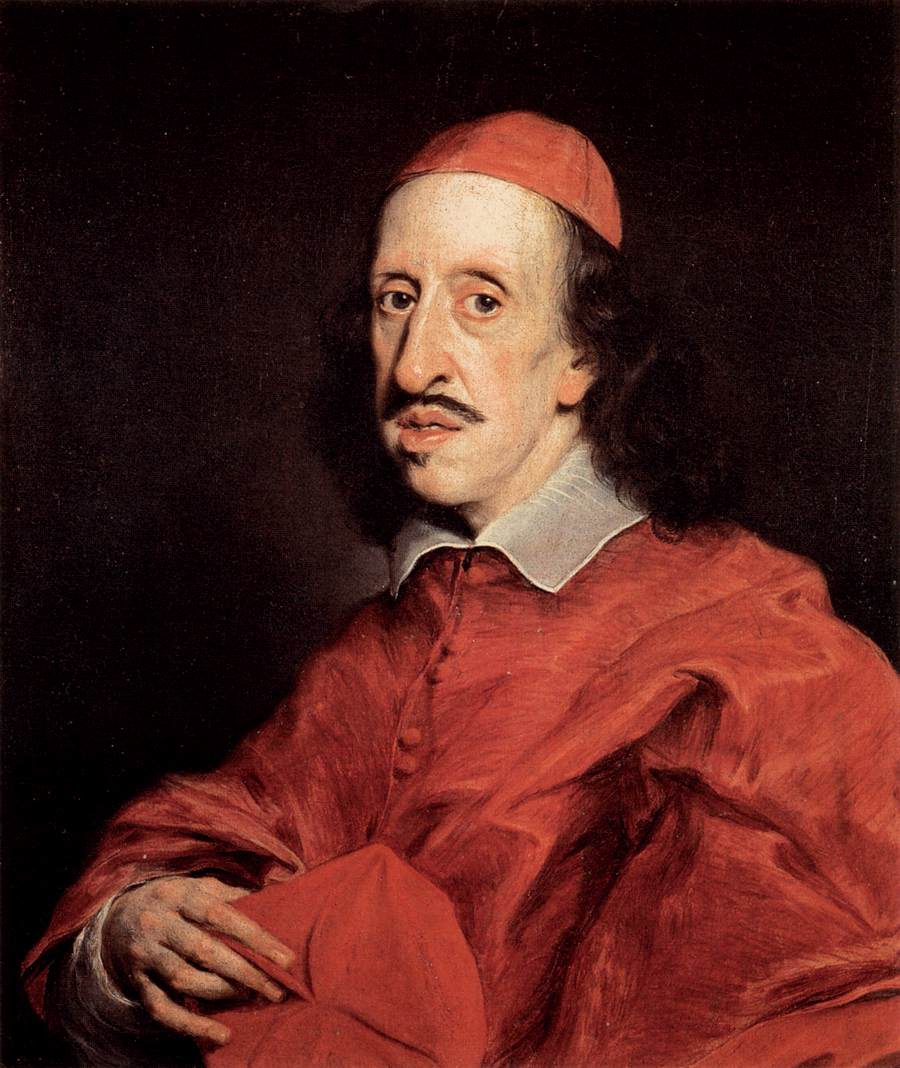
کاردینال لوپولدو د مدیجی, اوفیزی، فلورانس، حدود ۱۶۶۷
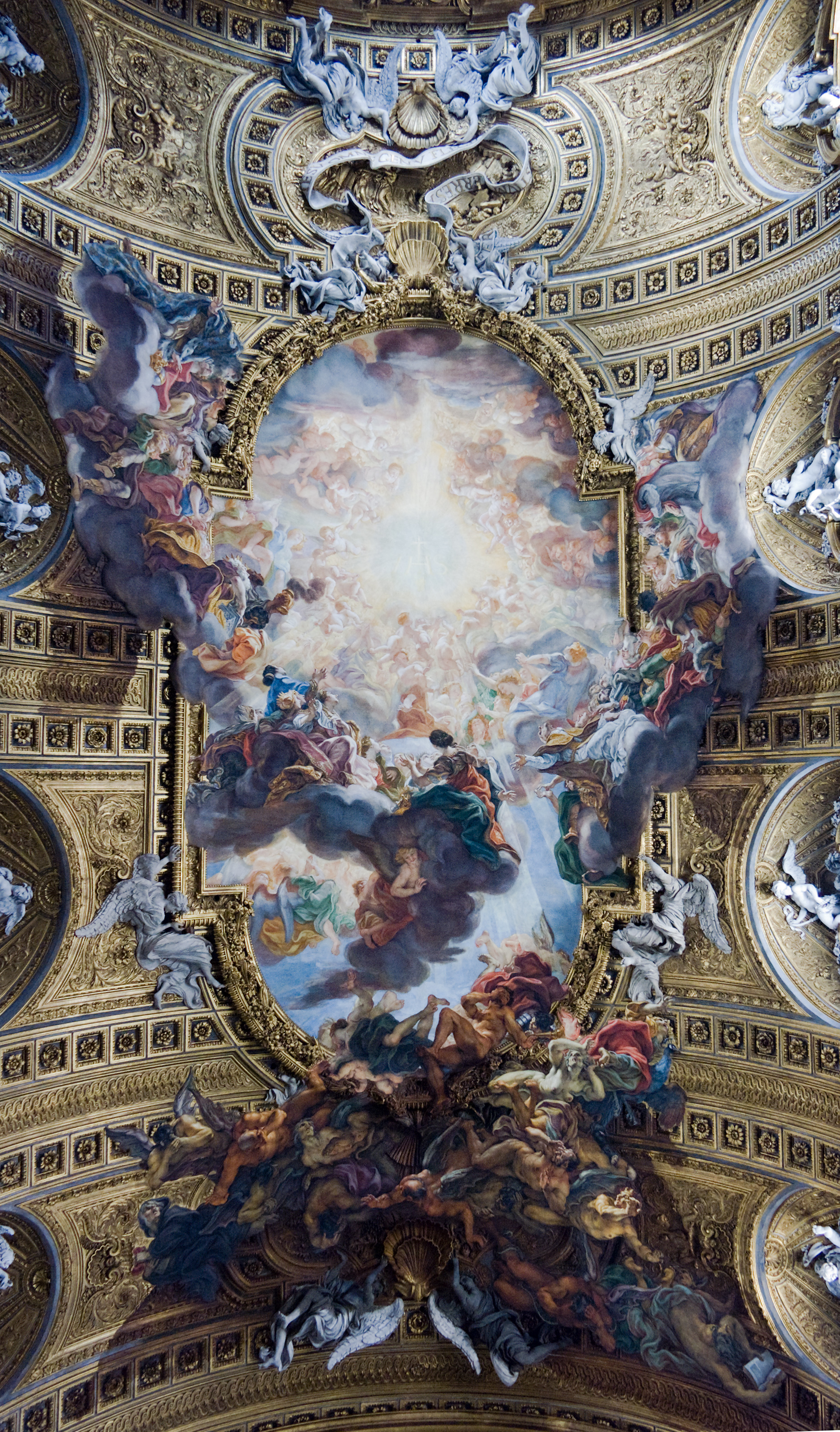
ستایش نام مقدس عیسی مسیح با برنینی ، کلیسای جسو
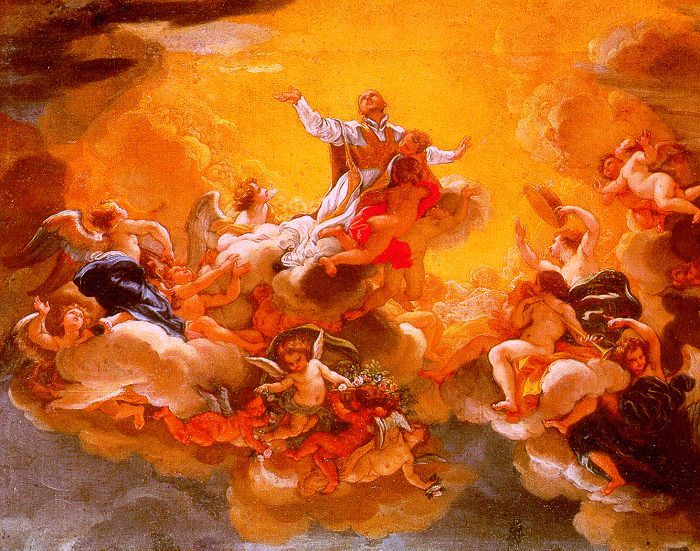
ستایش اغراق آمیز سنت ایگناتیوس ، کلیسای جسو, ۱۶۸۵
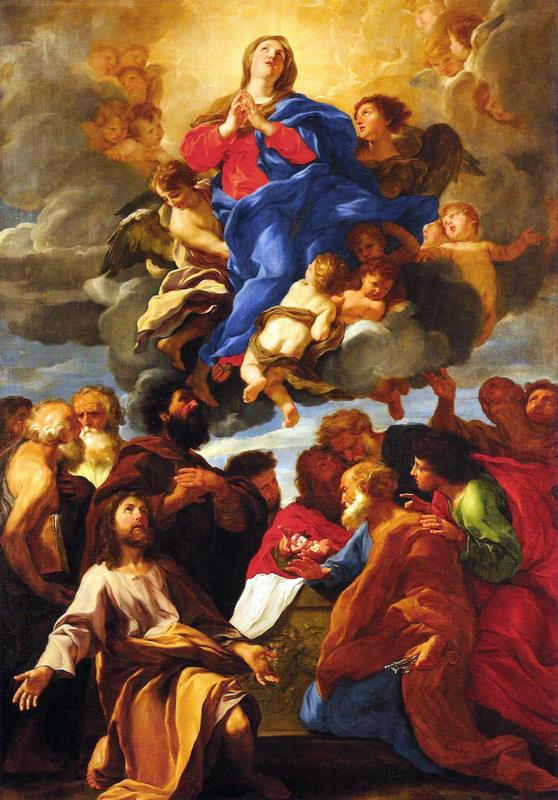
عروج بانوی ما
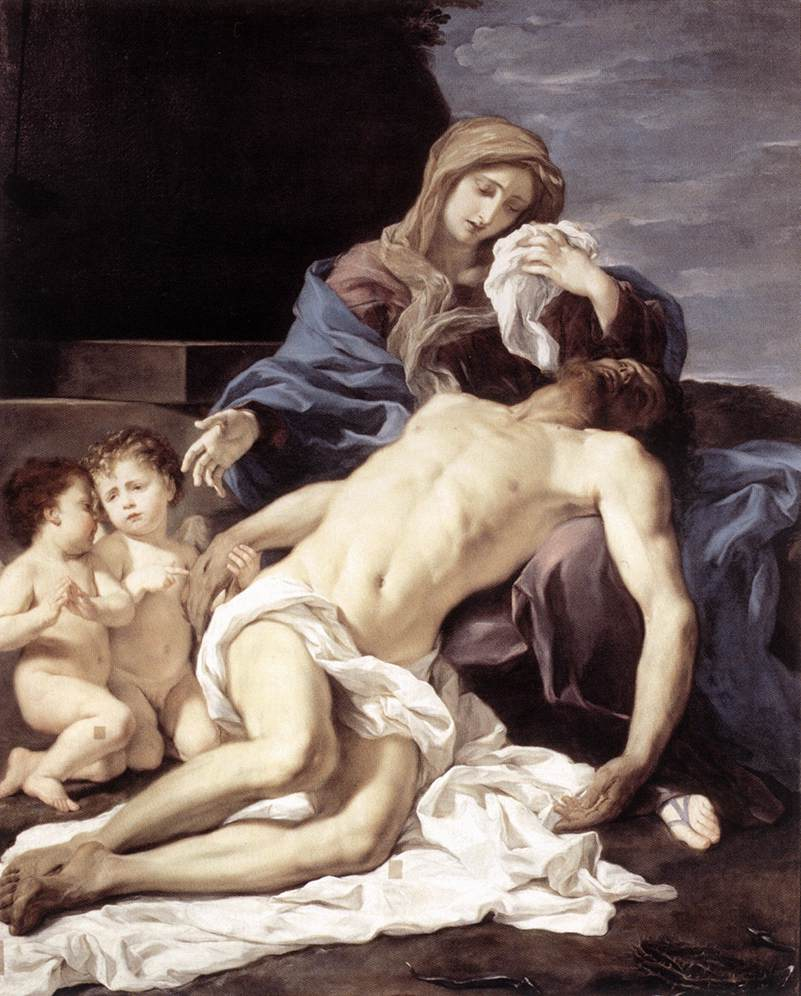
پیه‌تا, ۱۶۶۷
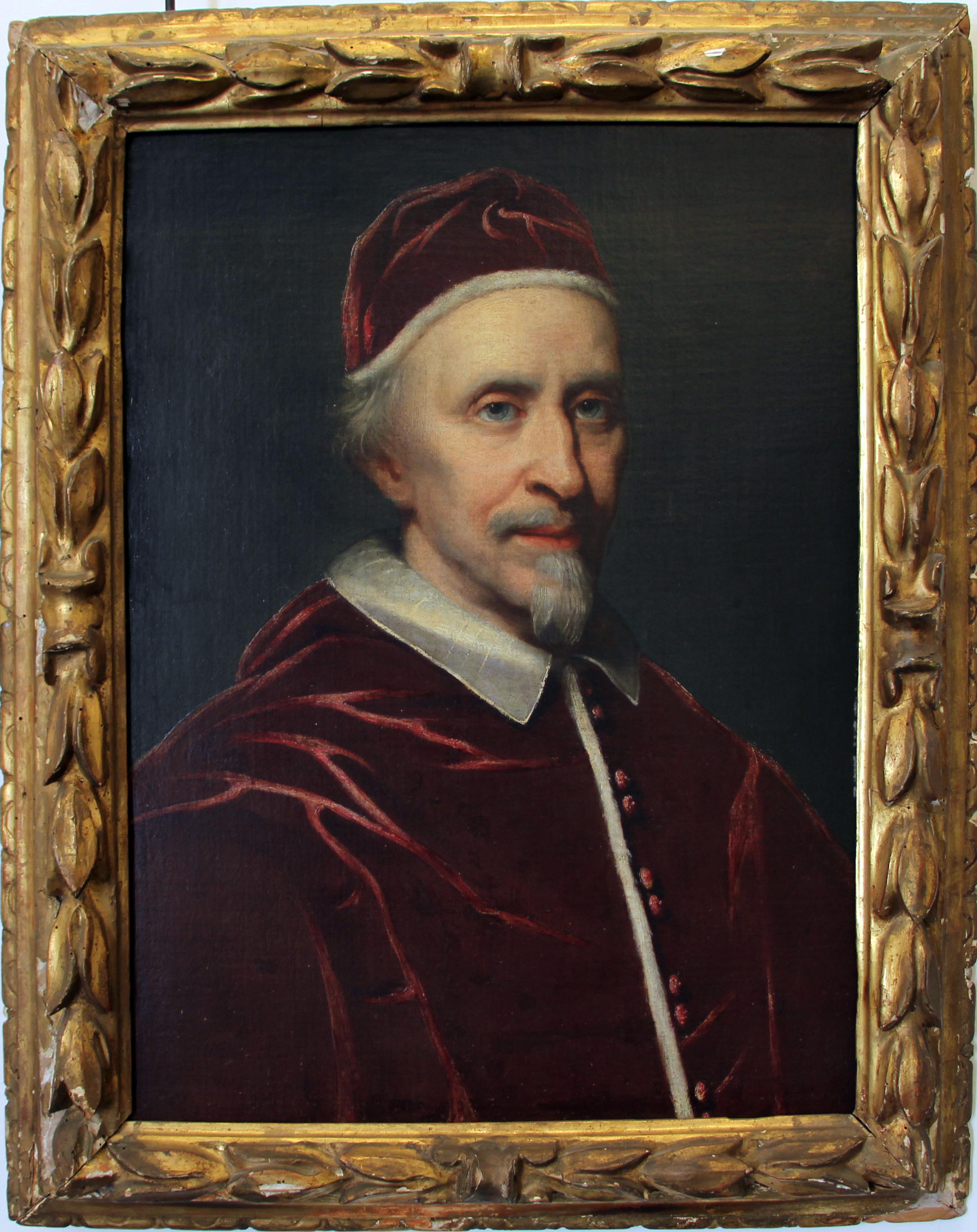
کلمنت نهم